# Heteronema scaphurum
Heteronema scaphurum is een soort in de taxonomische indeling van de Euglenozoa. Deze micro-organismen zijn eencellig en meestal rond de 15-40 mm groot. Het organisme komt uit het geslacht Heteronema en behoort tot de familie Peranemaceae. Heteronema scaphurum werd in 1932 ontdekt door Skuja.